# Indonezyjska Partia Narodowa
Indonezyjska Partia Narodowa (indonez. Partai Nasional Indonesia) – działająca w latach 1927–1973 indonezyjska partia polityczna.

## Początki ugrupowania i upadek
Ugrupowanie założyli indonezyjscy działacze niepodległościowi z Sukarno na czele, 4 czerwca 1927 roku w ówczesnej stolicy Holenderskich Indii Wschodnich – Batavii. Organizacja sprzeciwiała się jakiejkolwiek współpracy z holenderską administracją, uznając ją za siłę okupacyjną, reprezentującą europejski imperializm. Początkowo, partia nosiła nazwę Indonezyjskie Stowarzyszenie Narodowe, jednak w maju 1928 roku zmieniono ją na Indonezyjską Partię Narodową. Wzrost popularności ugrupowania pośród miejscowej ludności, był jednym z powodów represji jakie spotykały jej członków ze strony Holendrów. W 1929 roku Sukrano oraz siedmiu innych członków PNI zostało aresztowanych przez władze kolonialne i skazanych na 3 lata więzienia. Fakt ten w dużym stopniu przyczynił się do faktycznego rozpadu organizacji.

## Odrodzenie PNI
PNI odrodziła się jako partia po uzyskaniu niepodległości przez państwo indonezyjskie. Pomimo iż, PNI nie posiadała już ścisłych związków z Sukarno, który jako prezydent republiki był apolityczny, partia uzyskiwała duże poparcie społeczne ze względu na historyczne związki indonezyjskiego bohatera narodowego z ugrupowaniem. W pierwszych wyborach parlamentarnych zorganizowanych we wrześniu 1955 roku, PNI zdobyła najwięcej głosów ze wszystkich ugrupowań (22,3%), uzyskując 57 mandatów w indonezyjskim parlamencie. Podobne poparcie PNI uzyskała w wyborach do Konstytuanty, które odbyły się 3 miesiące później (23,97%).

## Zakończenie działalności
Po sfingowanym zamachu stanu w 1965 roku (którego według oficjalnej linii propagandowej mieli dokonać członkowie Komunistycznej Partii Indonezji), dyktatorską władzę w kraju przejął gen. Suharto. Część członków PNI została oskarżona o współpracę z PKI i skazana na wieloletnie więzienie. 
W latach siedemdziesiątych administracja Suharto w celu ułatwienia kontroli nad wszelkimi partiami opozycyjnymi, wprowadziła dla nich obowiązek zrzeszenia się w ramach jednej z dwóch koalicji politycznych (o profilu religijnym oraz sekularnym). W marcu 1970 roku Indonezyjska Partia Narodowa wraz z Partią Murba, Ligą Zwolenników Niepodległości Indonezji, Partią Katolicką oraz Indonezyjską Partią Chrześcijańską weszły w skład Demokratycznej Grupy Rozwoju (Kelompok Persatuan Pembangunan). W wyborach w 1971 roku, PNI zdobyła niecałe 7% głosów.
W 1973 roku, ugrupowania koalicyjne zostały przekształcone w partie polityczne. 10 stycznia 1973 roku, członkowie Demokratycznej Grupy Rozwoju utworzyli Indonezyjską Partię Demokratyczną, będącą obok Zjednoczonej Partii na rzecz Rozwoju jednym z dwóch ugrupowań satelickich w stosunku do Golkar.